# Fejeton
Fejeton (z franc. feuilleton respektive feuille [fœj] = lístek), řidčeji fejton, archaicky také podčárník, je specifický publicistický žánr, obvykle používaný v tisku jako protějšek k hlavním článkům. Vtipně zpracovává zdánlivě nevýznamné, ale zajímavé téma a ukazuje všední věci v novém světle, přičemž je autor hodně subjektivní a vychází z vlastních zážitků.

## Charakteristika fejetonu
Pojem fejeton je žánrovým označením pro „nový literárně publicistický útvar“, který vznikl a rozvinul se jako méně rozsáhlý článek, či spíše krátký komentář typický silným subjektivním nádechem a lehkou stylistickou formou, zaměřený na aktuální společenské nebo kulturní téma, často o několika volně spojených tématech. Napsán je zábavným literárním slohem, mnohdy satiricky komentujícím či trefně ironizujícím vybrané dobové události. Časté jsou nadsázka, humorné postřehy nebo hyperboly. Typický humor obsahuje i užívání komických výrazů, slovních hříček či užití knižních tvarů. Autor se většinou soustřeďuje na jeden fakt, přitom ale využívá sarkastické nadsázky. Fejeton by měl být gradován do jedné pointy a obsahovat nové, nečekané pohledy na věc, a tím vést čtenáře k zamyšlení nad tématem (proto často obsahuje nezodpovězené otázky).[zdroj?]
V angličtině se význam posunul; feuilleton je v tištěných periodikách používán ve smyslu román na pokračování.
V západních zemích[kde?] se dnes názvu fejeton používá pro celou mnohdy mnohostránkovou přílohu deníků či jiných periodik nebo jejich kulturní a společenskou část, která přináší mimo zpráv především krátké literární žánry jako jsou beletristické příspěvky, recenze, větší kritická pojednání o událostech kulturního života (například operní inscenace nebo jednotlivá představení) a o uměleckých dílech, aktuální úvahy, eseje, krátká vědecká pojednání nebo také cestopisné statě.[zdroj?]

## Historie
Název „fejeton“ neboli „lístek“ vznikl původně jako označení zvláštní literární přílohy novin, vkládané do nich jako volný lístek. Nejznámější takovou přílohou byla Das Neuste aus dem Reiche des Witzes (německy Nejnovější z říše vtipu), jejímž autorem byl Gotthold Ephraim Lessing a která vycházela v polovině 18. století v listě Vossische Zeitung.
Za zakladatele fejetonu je považován Julien Louis Geoffroy, který od roku 1800 v pařížském listě Journal des Débats (Deník debat) otiskoval své divadelní referáty na spodní části stránky. Aby je oddělil od zpravodajské části listu, vkládal před ně výraznou grafickou linku a odtud také vznikl český zastaralý výraz podčárník.
Tento oddělený kousek kultury a společenských informací v denním tisku se stal běžnou součástí tiskovin a později v něm vycházely i romány na pokračování (francouzsky nazývané roman–feuilleton)

## Román-fejeton
Romány, vydávané v periodikách na pokračování, které byly umísťovány pod tlustou čarou, na místě obvyklém pro fejetony, vyznačují se řadou technik, které mají zvýšit dějovou napínavost.
Viz též Román-fejeton.

## Autoři
K známým zahraničním fejetonistům patřili Victor Hugo, Heinrich Heine, Théophile Gautier, Charles Augustin Sainte-Beuve (Causeries de lundi).
Z domácích jsou to např. Jan Neruda (Žerty, hravé i dravé), Karel Poláček, Karel Čapek, Jindřiška Smetanová, Ludvík Vaculík, Rudolf Křesťan nebo Karel Kyncl.

## Blízké žánry
Causerie [kózrí], črty, rozhlásky a další polobeletristické zábavné články, jež se opírají o reálný základ, ale pracují s prvky umělecké literatury, nejčastěji s fantazií a fikcí.
Tyto žánry jsou jakýmsi protikladem k vážně a seriózně zaměřeným článkům a reportážím a svým lehkým stylem se s nimi doplňují a mají tak v novinách funkci vyvažovací. Mnoho děl těchto žánrů vzniklo v meziválečném období české literatury, kdy je tvořili přispěvatelé a redaktoři Lidových novin (představitelé takzvaného Demokratického proudu).